# Кар'єр «Гігант» (Хромтау)
Кар'єр «Гігант» (Хромтау) – колишнє гірничодобувне підприємство у Актюбінській області Казахстану. Перший майданчик для видобутку хромітів в історії Казахстану.
В 1936 році розвідувальні роботи на заході Казахстану виявили родовище хромової руди, якому дали назву Гігант – перше зі складу Донського рудного поля Південно-Кемпірсайського рудного масиву. Враховуючи потреби радянської військової промисловості, Гігант ввели в експлуатацію вже у 1938-му, при цьому первісно роботи здійснювались Кемпірсайською ділянкою Аккаргінського рудоуправління, яка невдовзі стала окремим Донським хромітовим рудником.
В 1938-му з родовища отримали 24 тисячі тон руди, а в 1939-му цей показник вже досягнув 172 тисяч тон. Первісно продукція відправлялась на Челябінський електрометалургійний комбінат, проте поява ресурсу хромітів дозволила також узятись за спорудження Актюбінського заводу феросплавів, що став до ладу в 1943-му (варто відзначити, що того ж року ввели в дію інші родовища Південно-Кемпірсайського масиву – Спірне та Супутник, за яким послідували численні інші). 
Розробка родовища Гігант велась однойменним кар’єром, глибина якого на момент випрацювання досягнула 33 метрів. Всього з кар’єру вилучили 802 тисячі тон руди.